# 劳伦斯·韦纳
劳伦斯·查尔斯·韦纳（Lawrence Charles Weiner，1942年2月10日—2021年12月2日）是一位美国觀念藝術家。他是观念艺术于1960年代形成时的一位重要人物。 他創作了許多墙面装置藝術品。